# 馮勤
馮 勤（ふう きん、? - 56年）は、中国の後漢時代初期の政治家。字は偉伯。冀州魏郡繁陽県の人。曾祖父の馮揚は宣帝の代の弘農太守。祖父は馮偃。父は馮伉。

## 事跡
| 姓名           | 馮勤                                                                                                  |
| 時代           | 後漢時代                                                                                              |
| 生没年         | 生年不詳 - 56年（建武中元1年）                                                                        |
| 字・別号       | 偉伯（字）                                                                                            |
| 本貫・出身地等 | 冀州魏郡繁陽県                                                                                        |
| 職官           | 功曹〔劉秀→後漢〕 →給事尚書郎中〔後漢〕 →尚書僕射〔後漢〕→尚書令〔後漢〕 →大司農〔後漢〕→司徒〔後漢〕 |
| 爵位・号等     | 関内侯〔後漢〕                                                                                        |
| 陣営・所属等   | 劉秀（光武帝）                                                                                        |
| 家族・一族     | 父：馮伉                                                                                              |

8歳にして算術を習得し、後に身長は8尺3寸になった。
初めは銚期の下で功曹を務め、高い才能で評判となった。銚期が光武帝の征伐に随従した際には、馮勤に政務の一切を委ねている。馮勤は同県の人である馮巡と共に光武帝に呼応して挙兵しようとしたが、事前に豪族の焦廉らに叛かれてしまう。馮勤は一族で銚期を頼ったところ、銚期はこれを腹心とみなし、後に光武帝に馮勤の任用を推薦した。
馮勤は当初は任用されなかったものの、後に給事尚書郎中となる。軍の兵糧の事務に携わり、勤務に熱心であったため、ようやく光武帝から親しく評価された。馮勤に会うごとに、光武帝は周囲に「これこそ能吏だ」と褒め称える。これにより、諸侯の封土に関する事務を馮勤に管轄させた。馮勤は、功労の大小、封土の遠近、地質の高低を十分に考量したため、不満を唱える者はいなかった。光武帝は馮勤の才能への評価を更に高め、尚書の諸々の事務を全て馮勤に委ねている。
あるとき、光武帝は大司徒侯覇の奏上内容に怒り、馮勤に命じてこれを問責する璽書を届けさせた。光武帝の下に戻った馮勤は、侯覇の本来の意図したところを理を尽くして十分に説明し、これにより光武帝の怒りは解けた。この件をもって、建武9年（33年）に馮勤は尚書僕射に昇進している。15年間その地位に在り、建武24年（48年）、功労をもって関内侯に封じられた。さらに尚書令・大司農を歴任し、3年後の建武27年（51年）5月に、死去した玉況の後任として司徒（馮勤より、大司徒は司徒に改められた）に任命された。光武帝の代には、戴渉や朱浮など、三公の位にありながら、罪を得て終わりを善くしなかった者が多かったため、光武帝は馮勤にも訓戒を授けている。馮勤は、光武帝の期待に応え、ますます恭約尽忠に務め、その任に堪え得る者としての評価を得た。
建武中元元年（56年）6月、馮勤は在職のまま死去した。